# Саге о Исланђанима
Саге о Исланђанима (исл. Íslendingasögur), од којих су многе познате и као Породичне саге, представљају историјска прозна дела у форми сага у којима су описани људи и догађаји на Исланду током средњег века, односно период од IX до XI века. Представљају једну од најтипичнијих и најпознатијих књижевних форми у исландској књижевности. 
Тематика Сага о Исланђанима превасходно је усмерена на историјске прилике на средњовековном Исланду, а посебно на породичне везе, генеалогију и породичну историју исландског друштва. Обрађују сукобе у исландском друштву настале између друге и треће генерације исландских досељеника. 
Већина тих сага је своје писане форме добила током XIII и XIV века, а првобитни аутори и усмених и писмении форми су углавном непознати. Међутим неки историчари књижевности сматрају да је једну од најпознатијих сага у збирци, Егилову сагу, написао Снори Стуртлусон, директни потомак главног протагонисте саге. 
Савремену едицију сага издало је 1933. Друштво за неговање и промоцију древне исландске литературе (исл. Hið íslenzka fornritafélag) под насловом Íslenzk fornrit.

## СписакСага о Исланђанима
- Сага о савезништву (исл. Bandamanna saga) — једина сага која обухвата период након христијанизације острва.
- Сага о Баурдару са Снајфелсаса (исл. Bárðar saga Snæfellsáss)
- Бјерднова сага исл. Bjarnar saga Hítdœlakappa)
- Сага о Дроплаугиним синовима (исл. Droplaugarsona saga)
- Егилова сага
- Сага о Ерику Црвеном (исл. Eiríks saga rauða) − део Винландских сага
- Сага о људима са Пешчане обале (исл. Eyrbyggja saga)
- Сага о Ферјарцима (исл. Færeyinga saga)
- Сага о Финбогију Снажном (исл. Finnboga saga ramma)
- Блјоутсдалурска сага
- Сага о људима из Флоа (исл. Flóamanna saga)
- Сага о побратимима (исл. Fóstbrœðra saga) — у две верзије
- Сага о Гјислију Сурсону (исл. Gísla saga Súrssonar) — у две верзије
- Сага о Гретиру Снажном (исл. Grettis saga Ásmundarsonar) — позната и као Гретирова сага
- Сага о Гренланђанима (исл. Grœnlendinga saga) — позната и као Гренландска сага, део Винландских сага
- Гудлторисова сага
- Сага о Гунару, глупану из Келдугнупа (исл. Gunnars saga Keldugnúpsfífls)
- Сага о Гунлаугровом змијском језику (исл. Gunnlaugs saga ormstungu)
- Халфредарова сага (исл. Hallfreðar saga) — у две верзије
- Хардарова сага
- Сага о Хаувардару из Исафјердура (исл. Hávarðar saga Ísfirðings)
- Сага о Бици на Пустоши (исл. Heiðarvíga saga) — вероватно најстарија позната сага у циклусу
- Сага о Храбнкелу (исл. Hrafnkels saga)
- — настала у XIX веку
- Сага о Хајнсу Ториру (исл. Hænsna-Þóris saga)
- Кјалнесиншка сага
- Кормакрова сага
- Сага о лукавом Рефу (исл. Króka-Refs saga)
- Лаурентијусова сага
- Лексдалска сага
- Сага о људима из Лјоусветнинге (исл. Ljósvetninga saga) — у три верзије
- Нјаудлова сага
- Сага о долини Рејкдајла (исл. Reykdœla saga ok Víga-Skútu)
- Сага о песнику Хелги (исл. Skáld-Helga saga) — једина сага написана искључиво у римама.
- Сварфдајлска сага
- Сага о Лјотсу из Валира (исл. Valla-Ljóts saga)
- Ватнсдајлска сага
- Вига Глумс сага (исл. Víga-Glúms saga)
- Виглундарова сага
- Вапнафјердирска сага
- Сага о Торстену Белом (исл. Þorsteins saga hvíta)
- Сага о Торстену, Халовом сину (исл. Þorsteins saga Síðu-Hallssonar)
- Сага о Тоурдару (исл. Þórðar saga hreðu)
- Сага Елкофра (исл. Ölkofra saga)